# Andreas Graf
Andreas Graf (Ebreichsdorf, Baixa Àustria, 7 d'agost de 1985) és un ciclista austríac, ja retirat, que fou professional entre el 2009 i el 2021. Especialista en pista, es proclamà campió nacional en diferents modalitats i el 2014, fent parella amb Andreas Müller, guanyà el Campionat d'Europa en Madison. Gràcies als bons resultats obtinguts al Campionat del món de ciclisme en pista de 2020 va aconseguir classificar-se per als Jocs Olímpics d'Estiu de Tòquio.
Des del 2022 treballa per a la Federació Austríaca de Ciclisme com a entrenador d'equips de pista. Sota la seva direcció l'equip austríac va aconseguir el millor resultat mai aconseguit al Campionat d'Europa de Pista júniors i sub-23 de 2023.

## Palmarès en pista
- 2008
  -  Campió d'Àustria en Madison (amb Andreas Müller)
- 2009
  -  Campió d'Àustria en Persecució
  -  Campió d'Àustria en Madison (amb Andreas Müller)
- 2010
  -  Campió d'Àustria en Persecució
  -  Campió d'Àustria en Madison (amb Andreas Müller)
- 2013
  -  Campió d'Àustria en Persecució
- 2014
  -  Campió d'Europa en Madison (amb Andreas Müller)
- 2015
  -  Campió d'Àustria en Puntuació
  -  Campió d'Àustria en Madison (amb Andreas Müller)
- 2016
  -  Campió d'Àustria en Madison (amb Andreas Müller)
- 2017
  -  Campió d'Àustria en Madison (amb Andreas Müller)
- 2018
  -  Campió d'Àustria en Madison (amb Andreas Müller)
- 2020
  -  Campió d'Àustria en Puntuació

### Resultats a laCopa del Món
- 2012-2013
  - 1r a la Classificació general i a la prova de Cali, en Puntuació